# Cuatríada
En armonía se denomina cuatríada (también tétrada, a un acorde formado por cuatro notas distintas.

## Concepto, tipos y usos
Una cuatríada es un acorde de cuatro notas, generalmente en intervalos de fundamental, tercera, quinta y séptima. Se forman añadiendo un intervalo de séptima- a las tríadas.
Existen muchos tipos de acordes cuatríada, en función de las diversas posibilidades de combinación interválica. En armonía moderna los más usuales son las derivadas de las tríadas comunes, entre ellos:
- Séptima mayor: Fundamental, tercera mayor, quinta justa, séptima mayor. 
  - Ejemplo: Do mayor séptima o DoM7: do / mi / sol / si
- Séptima de dominante: Fundamental, tercera mayor, quinta justa, séptima menor.
  - Ejemplo: Do séptima dominante o Do7: do / mi / sol / sib
- Séptima menor: Fundamental, tercera menor, quinta justa, séptima menor.
  - Ejemplo: Do menor séptima o Dom7: do / mib / sol / sib
- Séptima semidisminuida: Fundamental, tercera menor, quinta disminuida, séptima menor. 
  - Ejemplo: Do séptima semidisminuida o Do-7: do / mib / solb / sib
- Séptima disminuida: Fundamental, tercera menor, quinta disminuida, séptima disminuida.
  - Ejemplo: Do 7ª disminuida o Do-7: do / mib / solb / sibb (si doble bemol)
- Menor / mayor séptima: Fundamental, tercera menor, quinta justa, séptima mayor
  - Ejemplo: Do menor / mayor séptima: do / mib / sol / si

Existen acordes de cuatro notas, de uso común, que no se adaptan a la definición de tétrada, por no estar formados por la adición de una tercera superior a un acorde de tríada:
- Sexta: Fundamental, tercera mayor, quinta justa, sexta mayor
  - Ejemplo: Do sexta: do / mi / sol / la
- Menor sexta: Fundamental, tercera menor, quinta justa, sexta mayor
  - Ejemplo: Do menor sexta: do / mib / sol / la
- Séptima suspendido: Fundamental, cuarta, quinta justa, séptima menor
  - Ejemplo: Do séptima suspendido o Do7sus4: do / fa / sol / sib

Como ocurre con las tríadas, cada uno de estos tipos de acordes poseen ciertas propiedades sonoras que dependen de las relaciones interválicas de las notas que los componen y que permite a compositores y ejecutantes inducir a la audiencia  a ciertos estados emocionales determinados mediante su uso
Los acordes cuatríada son habituales desde la música barroca pero su uso destacó sobre todo a partir de la música romántica para piano (véanse partituras de Chopin, Liszt, etc). También en el flamenco la escritura para guitarra usa con profusión los acordes de cuatro notas. Dentro de la música estadounidense los acordes tétrada son de uso común en las composiciones de jazz y géneros derivados.